# Trung tướng
Trung tướng (tiếng anh: Lieutenant general) là một bậc quân hàm cấp tướng lĩnh trong quân đội nhiều quốc gia. 
Trong quân đội nhiều nước, cấp bậc trung tướng có 3 sao cấp tướng, trên thiếu tướng (2 sao cấp tướng) và dưới đại tướng (4 sao cấp tướng. Còn trong các lực lượng vũ trang Việt Nam, kể cả Quân đội và Công an, quân hàm trung tướng có 2 sao cấp tướng, dưới hàm Thượng tướng (3 sao cấp tướng) và trên hàm Thiếu tướng (1 sao cấp tướng).
Quân hàm Trung tướng của Quân đội nhân dân Việt Nam mang 2 sao, hiện nay, tương đương quân hàm Lieutenant General (Quân đội tức Lục quân Mỹ, có 3 sao; Quân đội tức Lục quân Hoàng gia Anh), Général de Corps d'Armée (Quân đội tức Lục quân Pháp, có 4 sao), Генерал-лейтенант (Quân đội tức Lục quân Nga), Zhong Jiang 中将 (Quân đội Trung Quốc).
Hàm tương đương trong Hải quân Anh và Mỹ là Vice Admiral (Phó Đô đốc), trong Hải quân Pháp là Vice-amiral d'escadre (Phó Đô đốc Hạm đội, có 4 sao), trong Hải quân Nga là вице-адмирал (Phó Đô đốc). Trung tướng Không quân Anh được gọi là Air Marshal.
Trung tướng trong Quân đội Trung Quốc thường đảm nhiệm chức vụ quân đoàn trưởng, Tư lệnh hoặc Phó Tư lệnh Đại quân khu.

## Lực lượng vũ trang Việt Nam

### Quân đội Nhân dân Việt Nam
Trung tướng Quân đội nhân dân Việt Nam thường đảm nhiệm chức vụ Chủ nhiệm và Chính uỷ các Tổng cục trong Quân đội, Tư lệnh và Chính ủy quân khu, Quân chủng, Bộ Tư lệnh Biên phòng, Phó Tổng Tham mưu trưởng, Thứ trưởng Bộ Quốc phòng. Theo Luật sĩ quan Quân đội nhân dân Việt Nam (1999) thì Trung tướng là bậc quân hàm cao nhất của quân nhân giữ chức vụ Chủ nhiệm Tổng cục (trừ Tổng cục Chính trị), Tư lệnh quân khu, quân chủng và tương đương. Quân hàm trung tướng có 2 sao, trên thiếu tướng và dưới thượng tướng.
Trung tướng đầu tiên của Quân đội nhân dân Việt Nam là Nguyễn Bình, được phong năm 1948.

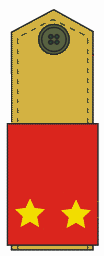
Quân hàm Trung tướng Quân đội Quốc gia Việt Nam (1946-1958)
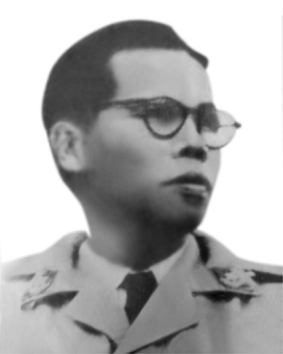
Trung tướng Nguyễn Bình Tư lệnh Bộ tư lệnh Nam Bộ, Tổng chỉ huy chiến trường Nam Bộ

Trong lực lượng Hải quân nhân dân Việt Nam, quân hàm tương đương là Phó Đô đốc. Theo Luật sĩ quan Quân đội nhân dân Việt Nam (1999) thì Phó Đô đốc là bậc quân hàm cao nhất của quân nhân giữ chức vụ Tư lệnh Quân chủng Hải quân.
Một số Trung tướng tiêu biểu:
- Vương Thừa Vũ, Nguyên Phó Tổng tham mưu trưởng
- Võ Thứ, Nguyên Phó Tổng Thanh tra Bộ Quốc phòng, Phó Tư lệnh - Tham mưu trưởng Quân khu 5
- Nguyễn Bình, Nguyên Tư lệnh Nam Bộ
- Đồng Sĩ Nguyên, Nguyên Tư lệnh Bộ đội Trường Sơn
- Lê Quang Đạo, Nguyên Phó Chủ tịch nước, Nguyên Chủ tịch Quốc hội
- Trần Quý Hai, Nguyên Thứ trưởng, Phó Tổng Tham mưu trưởng.
- Trần Độ, Nguyên Phó Chủ tịch Quốc hội
- Phạm Tuân, Nguyên Chủ nhiệm Tổng cục Công nghiệp Quốc phòng
- Cao Văn Khánh, Nguyên Phó Tổng tham mưu trưởng Quân đội Nhân dân Việt Nam
- Nam Long, Nguyên Phó giám đốc Học viện Quốc phòng

### Công an Nhân dân Việt Nam
Trung tướng Công an nhân dân Việt Nam thường đảm nhiệm chức vụ từ Giám đốc công an thành phố Hà Nội, Tp. Hồ Chí Minh cho tới Tổng cục trưởng, Thứ trưởng bộ Công an.
Một số Trung tướng tiêu biểu:
- Nguyễn Việt Thành, nguyên Phó Tổng cục trưởng Tổng cục Cảnh sát, Bộ Công an, chỉ huy chuyên án phá vỡ băng tội phạm Năm Cam
- Cao Ngọc Oánh, nguyên Thủ trưởng Cơ quan Cảnh sát điều tra Bộ Công an.
- Trần Quang Bình, nguyên Tổng cục trưởng Tổng cục 5, Bộ Công an.
- Phạm Minh Chính, nguyên Thứ trưởng Bộ Công an, Thủ Tướng chính phủ
- Hữu Ước, Tổng Biên tập báo Công an nhân dân
- Nguyễn Đức Nhanh, nguyên Phó Tổng cục trưởng Tổng cục An ninh 2, Bộ Công an kiêm Giám đốc Công an TP. Hà Nội.
- Đoàn Duy Khương, nguyên Trợ lý Bộ trưởng Bộ Công an Trần Đại Quang, Giám đốc Công an TP. Hà Nội.
- Lê Đông Phong, nguyên Giám đốc Công an TP. Hồ Chí Minh.
- Vũ Thanh Hoa, nguyên Chánh Văn phòng Bộ Công an, nay là trợ lý Ban Bí thư Ban Chấp hành Trung ương Đảng Cộng sản Việt Nam.
- Nguyễn Hải Trung, Giám đốc Công an TP. Hà Nội.

### Cấp hiệu Trung tướng trongLực lượng Vũ trang Nhân dân Việt Nam
Hiện tại

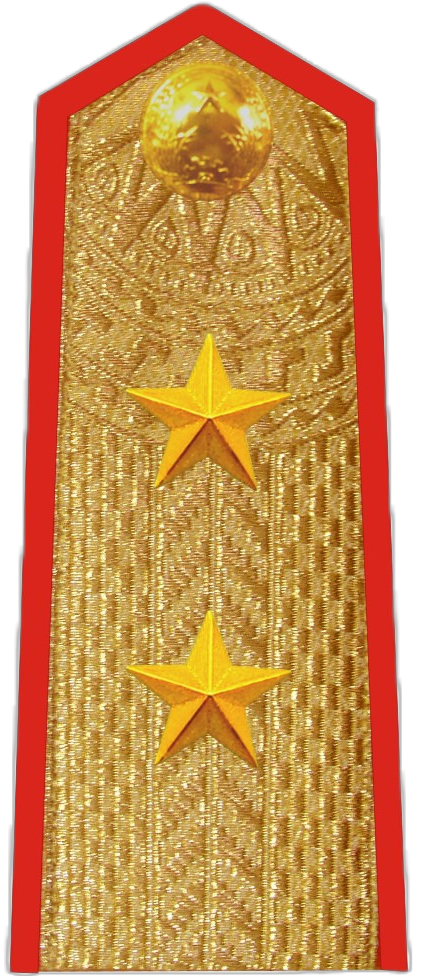
Quân hàm Trung tướng Lục quân nhân dân Việt Nam
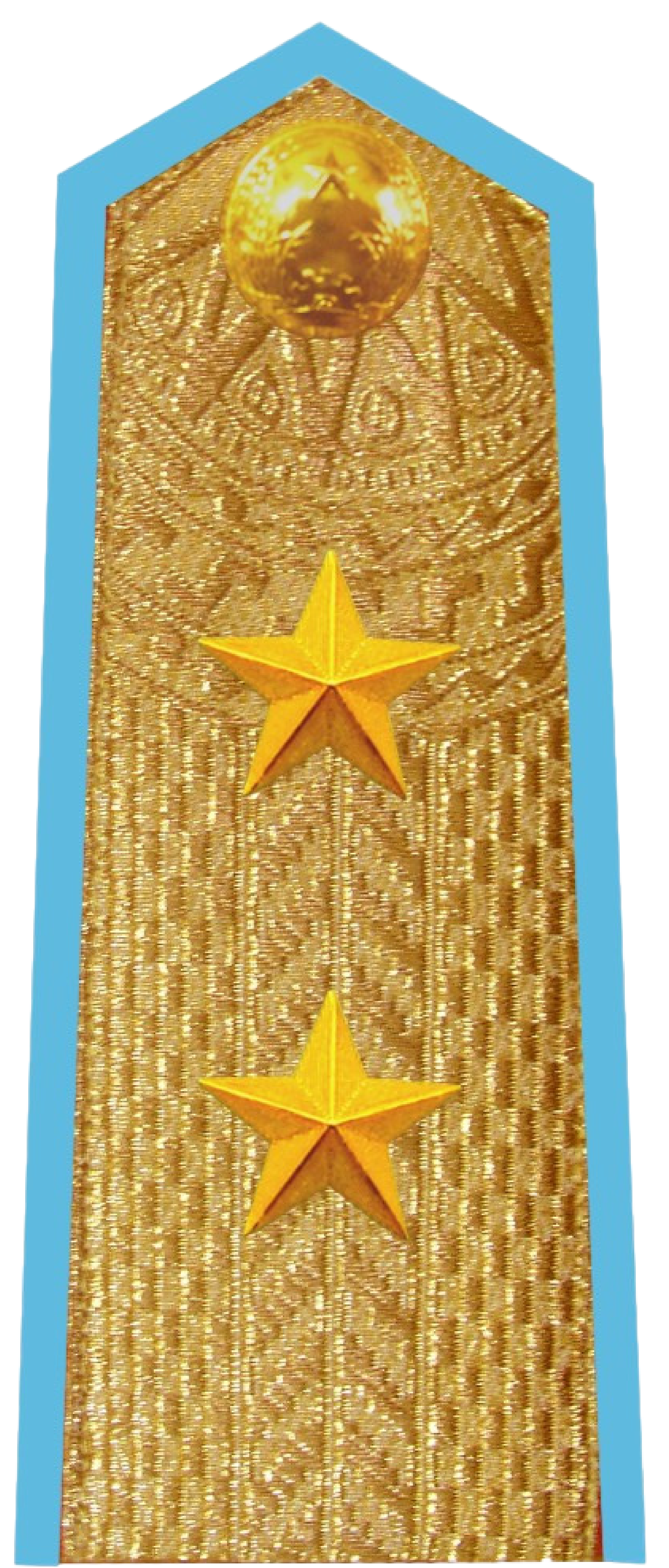
Quân hàm Trung tướng Quân chủng Phòng không - Không quân
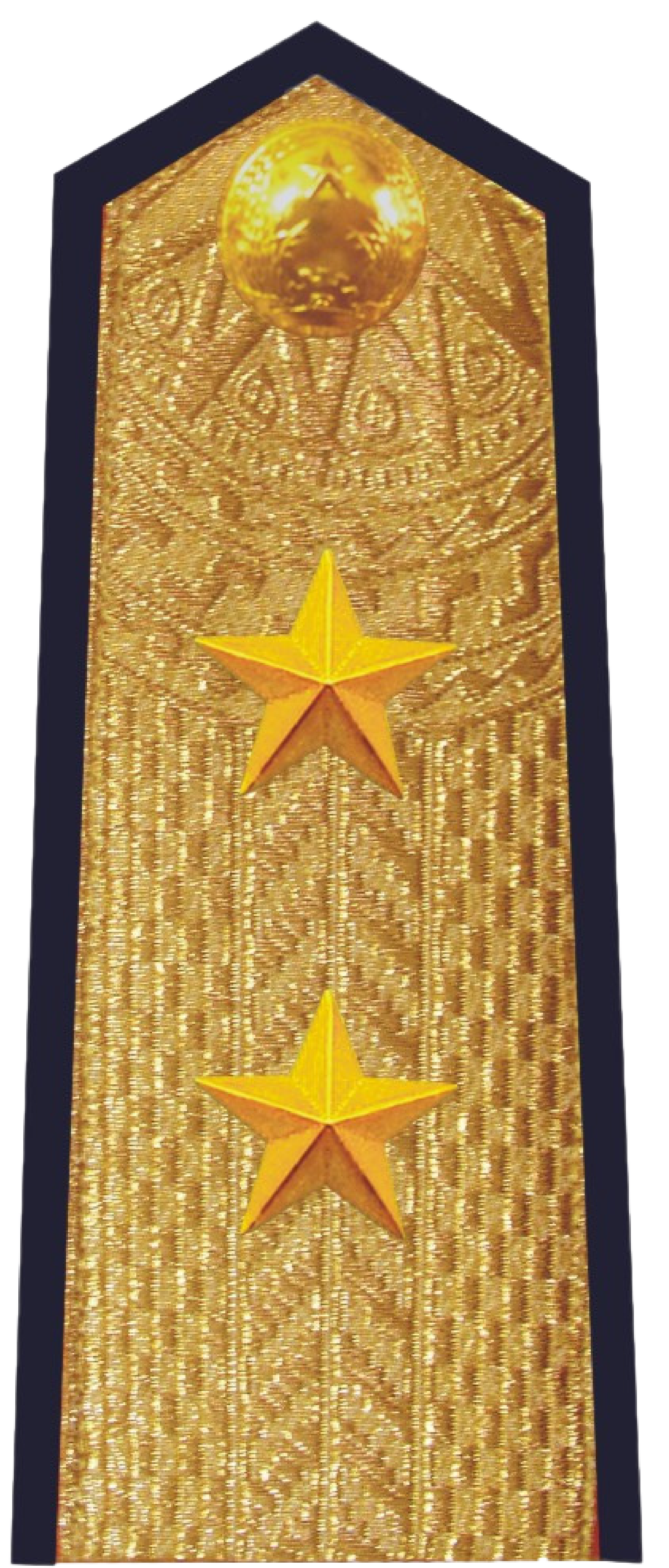
Quân hàm Phó Đô đốc Quân chủng Hải quân Việt Nam
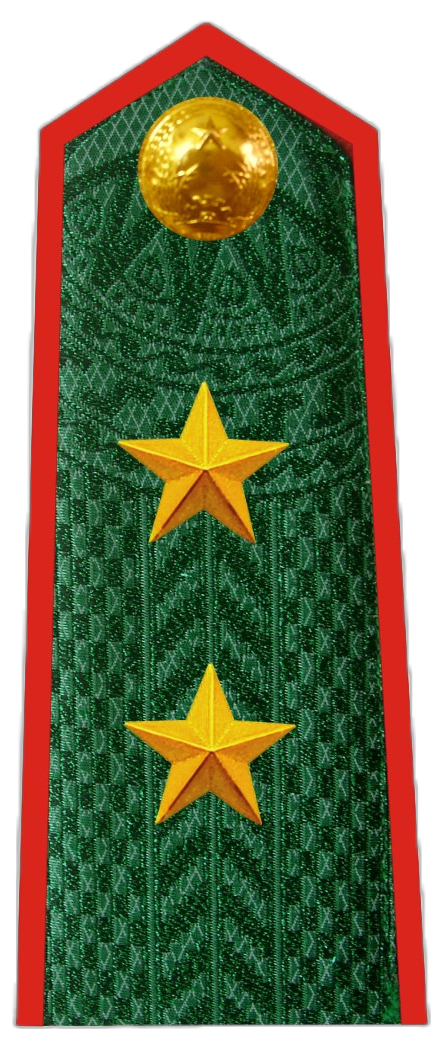
Quân hàm Trung tướng Bộ đội Biên phòng Việt Nam
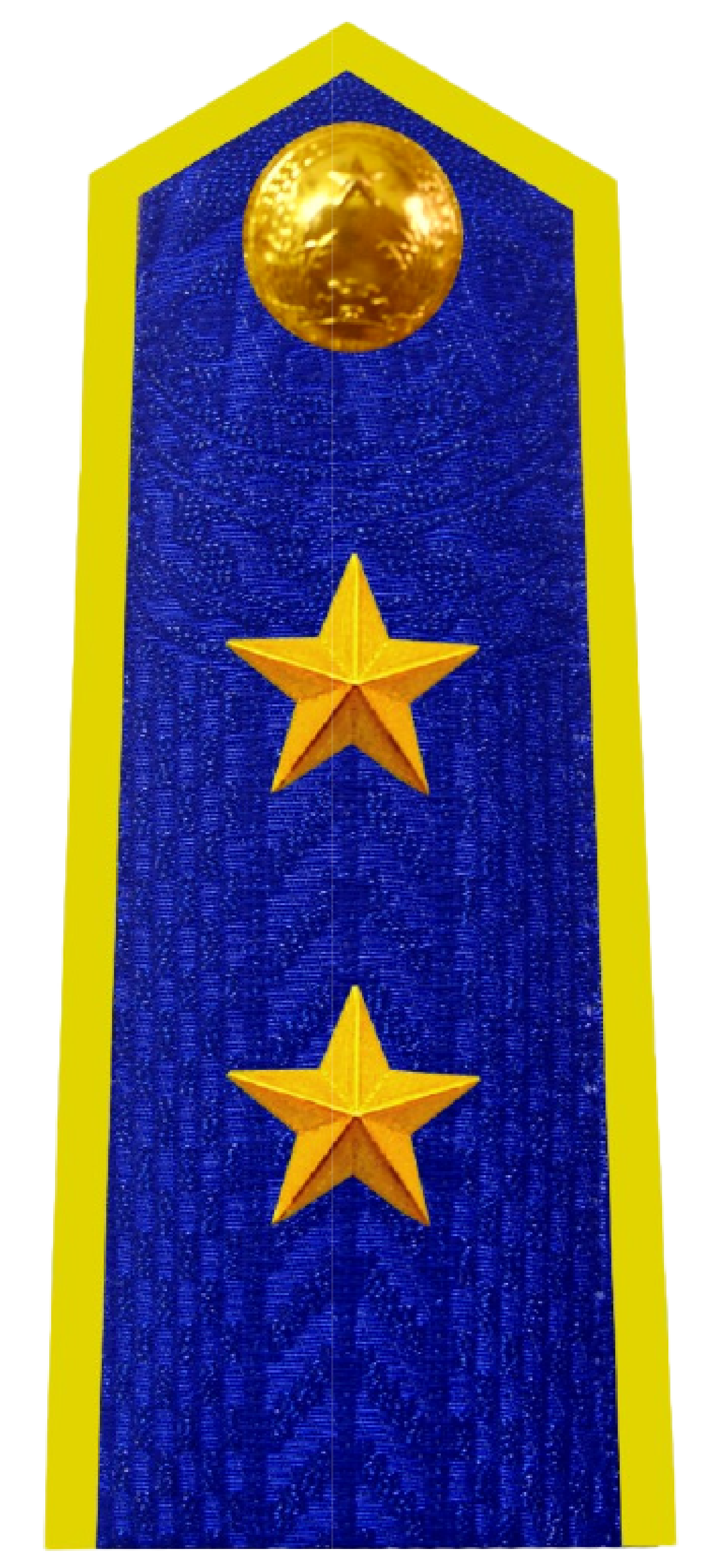
Quân hàm Trung tướng Cảnh sát biển Việt Nam
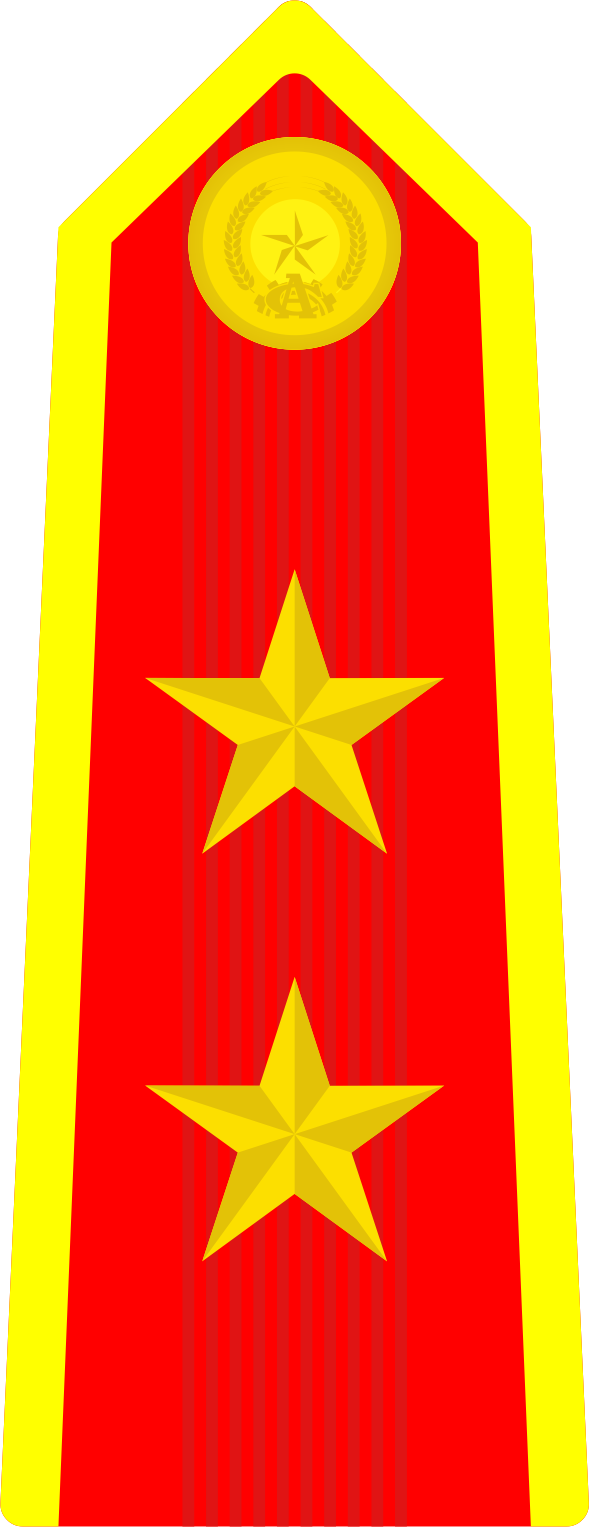
Quân hàm Trung tướng Công an nhân dân Việt Nam

## Quân lực Việt Nam Cộng hòa (1955-1975)
Trong Quân lực Việt Nam Cộng hòa, quân hàm này mang 3 sao, dưới Đại tướng, trên Thiếu tướng.
Trong lực lượng Hải quân Việt Nam Cộng hòa, quân hàm tương đương là Phó Đô đốc.
Một số Trung tướng tiêu biểu:
- Nguyễn Văn Hiếu
- Ngô Quang Trưởng, Tư lệnh vùng IV chiến thuật (1967-1972), Tư lệnh vùng I chiến thuật (1972-1975)
- Nguyễn Chánh Thi
- Nguyễn Hữu Có
- Nguyễn Văn Thiệu
- Trần Văn Đôn
- Trình Minh Thế
- Phó Đô đốc Chung Tấn Cang

Xem Danh sách Trung tướng Quân lực Việt Nam Cộng hòa